# پالی آرنولد
پالی آرنولد (انگلیسی: Polly Arnold؛ زادهٔ) شیمی‌دان است.